# Système optique
 (5 novembre 2017).

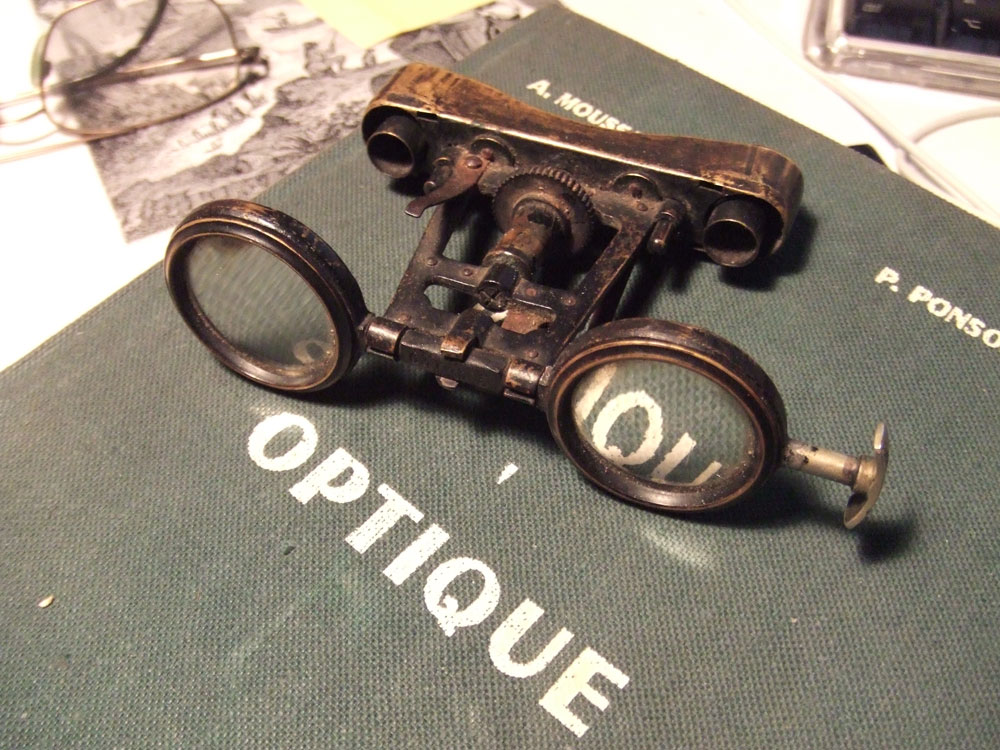
Système optique, élément d'un ensemble.

Un système optique est un ensemble d'éléments optiques, tels que des miroirs, des lentilles, des réseaux de diffraction, etc. permettant de modifier la trajectoire des rayons lumineux ou les propriétés de la lumière. La lumière y subit des réflexions, des réfractions, des diffusions, des diffractions, des filtrages, etc. suivant le niveau d'analyse des trajets.

## Systèmes centrés
Un système optique centré est un ensemble de composants optiques possédant un axe de révolution qu'on appelle axe optique. Les systèmes centrés sont rarement stigmatiques sauf si un jeu de diaphragme permet de ne laisser passer que les rayons paraxiaux, c'est-à-dire proches de l'axe optique, restreignant ainsi le système au domaine de l'approximation de Gauss.

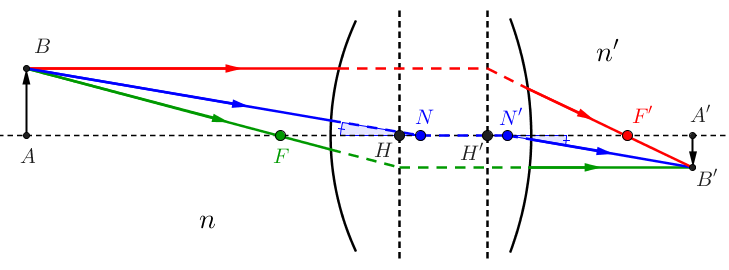
Illustration : cas d'un instrument d'optique objectif.

Un système centré est caractérisé par ses points cardinaux qui regroupent :
- les foyers objet F et image F' et les plans focaux correspondant ;
- les points principaux objet H et image H' et les plans principaux correspondant ;
- les points nodaux objet N et image N' et les plans nodaux correspondant.

La position de ces différents points dépend de l'indice de réfraction n du milieu en amont et de l'indice de réfraction n' en aval du système optique.
Les distances focales objet {\displaystyle f} et image {\displaystyle f'} sont définies par :
{\displaystyle f={\overline {HF}}} et {\displaystyle f'={\overline {H'F'}}}.
La vergence du système peut s'exprimer : 
{\displaystyle V={\frac {n'}{f'}}=-{\frac {n}{f}}}.
La position des points nodaux peut s'exprimer à partir de la position des points principaux : 
{\displaystyle {\overline {HN}}={\overline {H'N'}}=f+f'}.
Dans le cas où le système centré est plongé de part et d'autre dans un même milieu les points nodaux et les points principaux sont confondus ({\displaystyle f=-f'}).
Les positions d'un objet A situé sur l'axe optique et de son image A', elle aussi sur l'axe optique, sont liées entre elles grâce aux relations de conjugaison :
- origine aux points principaux :

{\displaystyle {\frac {n'}{\overline {H'A'}}}-{\frac {n}{\overline {HA}}}=V={\frac {n'}{f'}}} ;
- origine aux foyers :

{\displaystyle {\overline {F'A'}}\cdot {\overline {FA}}=f\cdot f'}.
Pour un objet étendu perpendiculaire à l'axe optique, la formule de grandissement transversal relie les dimensions de l'objet et de l'image :
{\displaystyle \gamma ={\frac {\overline {A'B'}}{\overline {AB}}}=-{\frac {f}{\overline {FA}}}=-{\frac {\overline {F'A'}}{f'}}}.

## Classification
Trois classes de systèmes optiques se distinguent,.

### Les systèmes dioptriques
Les rayons lumineux ne subissent que des réfractions. Ils entrent par la face d'entrée et sortent par la face de sortie. Les systèmes dioptriques ne sont constitués que de dioptres (prismes, lentilles, lames à faces parallèles, etc.).
Certains instruments optiques sont des systèmes dioptriques comme la lunette astronomique, la lunette de Galilée (lunette terrestre ou longue-vue), certains télescopes ou la plupart des objectifs photographiques.
Le condenseur optique qui permet l'éclairage uniforme du champ observé dans un instrument d'optique, est un système optique (propre à la conception de l'ensemble mais individuellement impropre comme instrument).

### Les systèmes catoptriques
Les rayons lumineux ne subissent que des réflexions, qu'il s'agisse des phénomènes de réflexion spéculaire (miroirs plans, sphériques, paraboliques ou elliptiques) ou de réflexion totale (prismes).

### Les systèmes catadioptriques
Les rayons lumineux subissent des réflexions et des réfractions. Un système catadioptrique peut être constitué de lentilles et de miroirs (catoptrique, objectifs catadioptriques) et/ou de prismes (visée reflex, jumelles).

## Notion d'instrument d'optique
L'association de ces systèmes optiques est appelée instrument optique. Les expressions instrument optique ou instrument d'optique (également usitée) désignent ces assemblages de différents systèmes optiques en des ensembles plus ou moins complexes dans un but précis.

## Propriétés d'optique géométrique

### Images et objets
La surface d'un objet, qu'il soit lumineux (source primaire) ou qu'il soit éclairé (source secondaire), peut être décomposée en un ensemble de surfaces élémentaires formant une multitude points sources. Chacun de ses points sources constituent un point objet qui peut être étudié indépendamment des autres. Un point objet est le point d'intersection des rayons incidents qui rencontrent le système optique. Il se situe au sommet du faisceau conique incident.

Objet réel et image réelle.

Objet réel et image virtuelle.

- S'il se situe avant la surface d'entrée du système optique, il est dit réel, il émet effectivement des rayons lumineux sous forme d'un faisceau divergent.
- S'il se situe après, il est dit virtuel, il est le point de convergence de rayons virtuels.

Dans la mesure où l'on considère que le système optique forme un faisceau émergent conique, le sommet du cône est un point image, il est le point d'intersection des rayons émergeant du système optique. 
- Le point image est dit réel s'il est situé en aval de la face de sortie par rapport au sens de propagation de la lumière en sortie du système optique. Les rayons émergents convergent alors, le point image est à l'intersection de rayons réels.
- Le point image est dit virtuel s'il est situé en amont de la face de sortie du système optique. Dans ce cas, les rayons émergents divergent et le point image est à l’intersection de rayons virtuels.

Un objet situé à l'infini est une source émettant des rayons lumineux parallèles, une image se forme à l'infini quand les rayons lumineux qui la forment sont parallèles.

### Stigmatisme
Le stigmatisme est une propriété des systèmes optiques, qui, s'ils sont stigmatiques, forment pour un objet ponctuel, une image ponctuelle. Tous les rayons lumineux passant par l'objet au travers du système, passeront alors par le point image.
En réalité, le stigmatisme est très rare et seuls certains systèmes optiques sont rigoureusement stigmatiques. Plusieurs autres permettent cependant d'approcher cette condition de stigmatisme, et l'on parle alors de stigmatisme approché. Dans le cas du stigmatisme approché, le système est stigmatique pour un certain nombre de points particuliers, et non stigmatique pour les autres.

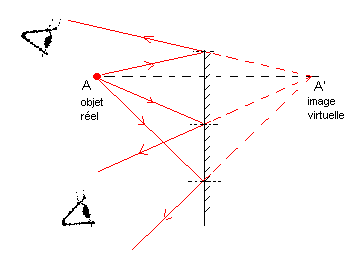
Image donnée par un miroir plan.

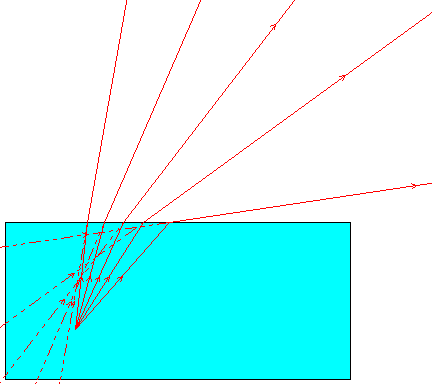
Image par dioptre plan.

Le stigmatisme rigoureux existe dans le cas du miroir plan par exemple, alors que le dioptre plan ne permet qu'un stigmatisme approché.

### Aplanétisme
Un objet n'est généralement pas ponctuel : on parle alors d'objet étendu. Le stigmatisme pour un point, qu'il soit rigoureux ou approché, ne garantit pas l'obtention de l'image d'un objet quelconque. Lorsque le stigmatisme est conservé au voisinage d'un point et dans un plan perpendiculaire à l'axe optique, on dit que le système est aplanétique. L'image d'un petit objet perpendiculaire à l'axe est alors dans le plan perpendiculaire à l'axe contenant les images des points constituant l'objet.

### Points particuliers
Très souvent les éléments d'un système optique ont une symétrie de révolution. On parle de système centré lorsque les différents éléments ont un axe de symétrie commun : l'axe optique.
Un tel système est alors défini par ses éléments cardinaux - foyers et plans principaux, notamment, permettant de définir les distances focales et de construire les images. 

### Dioptres et miroirs quelconques

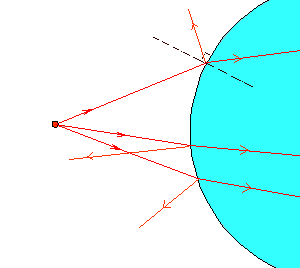
les lois de Snell-Descartes s'appliquent localement pour chaque rayon.

Il faut insister sur le fait que les lois, précédemment définies, n'exigent en rien la planéité de l'interface : ce sont des lois locales applicables si l'on peut définir une normale à l'interface au point où le rayon l'atteint (point d'incidence).
Les lois de Snell-Descartes s'appliquent donc lorsque les surfaces sont non-planes. L'application des lois de la réflexion et de la réfraction permettent alors de tracer le devenir de tout rayon incident, donnant ainsi des informations sur la géométrie du faisceau réfléchi et (ou) du faisceau réfracté. 
La figure ci-contre donne un exemple dans le cas d'un dioptre concave, où le milieu de réfraction (en bleu) est plus réfringent que le milieu d'incidence.
Le cas du dioptre sphérique est particulièrement important puisqu'il limite les faces des lentilles les plus couramment et les plus anciennement employées, car, techniquement par usure et polissage, les plus faciles à réaliser.
Pour les miroirs, ce sont, en plus des miroirs plans, les miroirs sphériques et les miroirs paraboliques (réflecteurs des phares de voitures, par exemple) les plus utilisés.

## Quelques applications

### Succession de dioptres

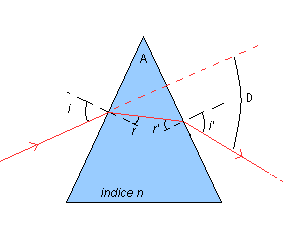
Prisme : déviation comme succession de deux réfractions

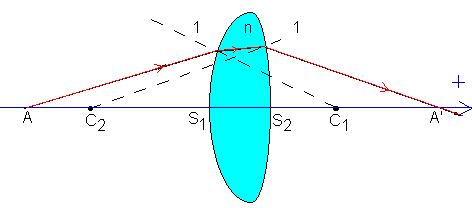
Lentille convergente constituée de deux dioptres non plans

La succession de deux dioptres plans non parallèles constitue un prisme, dont les propriétés de réflexion totale ou de dispersion (faculté de séparer les différentes longueurs d'onde) en font un objet largement utilisé (actuellement, pour ce qui est de la dispersion, il est supplanté par les réseaux (optique physique)).
La succession de deux dioptres dont l'un est sphérique (ou cylindrique) constitue une lentille. 

### Les instruments d'optique
La loupec'est l'instrument d'optique réfractant le plus simple, elle est constituée d'une unique lentille convergente.
Son utilisation repose sur la possibilité d'obtenir une image, de même sens que l'objet (droite et virtuelle) : des détails de l'objet sont alors vus sous un angle plus grand qu'il ne pourraient l'être à l'œil nu. Pour cela il faut que l'objet soit situé à une distance de la loupe inférieure ou égale à la distance focale.
L'appareil photographiqueLe principe de l'appareil photographique est également des plus simples : une seule lentille convergente (en réalité une combinaison savante et complexe — souvent secrète — de plusieurs lentilles réelles), qui donne de l'objet une image réelle recueillie sur un écran. Dans ce cas, l'image est généralement plus petite que l'objet. Seule particularité de cet instrument, il nécessite un récepteur sensible à la lumière pour enregistrer l'image. Ce récepteur peut être une pellicule contenant des sels d'argent photosensibles (procédé chimique de la photo dite argentique) ou une cellule photosensible (CCD) (procédé physique de la photo dite numérique).

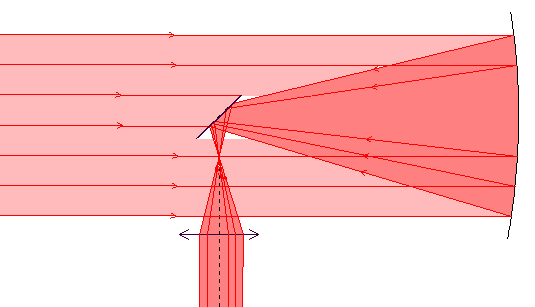
Télescope

Télescope de NewtonIl s'agit d'un système afocal constitué d'un miroir parabolique ou sphérique de grand diamètre chargé de collecter la lumière provenant des étoiles, suivi d'une lentille de plus courte focale (l'oculaire) servant de loupe pour regarder l'image intermédiaire. L'astuce du télescope de Newton est d'interposer un petit miroir plan qui permet de placer l'oculaire à 90°.

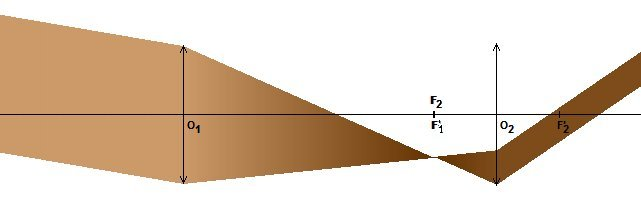
Système afocal

Lunette astronomiqueIl s'agit d'un système afocal constitué d'une lentille de grand diamètre et de grande distance focale (l'objectif) chargée de collecter la lumière provenant des astres, suivie d'une lentille de courte distance focale (l'oculaire) servant de loupe pour regarder l'image intermédiaire.
La lunette astronomique donne une image renversée. Elle est donc peu adaptée à l'observation des objets terrestres. On utilise la lunette dite « terrestre » ou lunette de Galilée, instrument ayant un objectif mais utilisant une lentille divergente comme oculaire : de la sorte, l'image finale est droite.
MicroscopeLe principe du microscope optique est d'obtenir une image très agrandie d'un objet réel, de faible dimension, situé à distance finie, grâce à une lentille, de très courte focale, appelée objectif, et d'observer à l'aide d'une loupe (un oculaire puissant) cette image agrandie : cet instrument emploie donc deux lentilles convergentes (objectif et oculaire, assimilables, in fine, à deux lentilles convergentes, sont des combinaisons complexes de lentilles simple).

## Défauts inhérents à l'utilisation de dioptres plans ou sphériques
Ces défauts sont dus au caractère non-stigmatique ou dispersif des éléments utilisés donnant lieu aux aberrations : on distingue les aberrations géométriques (ou, plus restrictivement, de sphéricité) découlant du non stigmatisme et les aberrations chromatiques provenant du caractère dispersif des matériaux (le foyer d'une lentille non achromatique n'est pas le même pour le bleu que pour le rouge).
Afin d'atténuer les défauts de sphéricité, ou de les supprimer, on emploie actuellement des dioptres asphériques souvent mentionnés dans la « formule » des objectifs commerciaux.
L'atténuation des défauts chromatiques est réalisée par l'association de verres, au pouvoir dispersif adéquat, permettant une compensation satisfaisante dans une certaine gamme de longueurs d'onde : les meilleures corrections sont signalées par l'appellation « apo » (pour apochromatique) des objectifs.